# روبرت بيترز
روبرت بيترز (بالإنجليزية: Robert Peters)‏، هُو مُخرج ومُنتج أفلام ومُمثل نيجيري.

## وصلات خارجية
- روبرت بيترز على موقع IMDb (الإنجليزية)
- روبرت بيترز على موقع ألو سيني (الفرنسية)